# Oração (gramática)
Oração é todo conjunto linguístico que se estrutura em torno de um verbo ou locução verbal, apresentando opcionalmente o sujeito, mas obrigatoriamente o predicado. O que caracteriza a oração é o verbo, não importa se tal oração tenha sentido ou não sozinha. Assim, uma oração pode ter um período simples ou composto, depende de quantos verbos tiver na oração. Existem os seguintes tipos de oração:
- Oração absoluta ou período simples: quando há somente um período simples.[2]
Exemplo: "O menino sujou sua camisa."
- Oração coordenada: ocorre em um período composto cujas orações não estabelecem relação de dependência, ou seja, elas podem ser separadas sem perder o sentido.[2]
Exemplo: "Ele não concordou com a menina e a deixou."
- Oração subordinada: ocorre em um período composto cujas orações estabelecem relação de dependência.[2]
Exemplo: "Querendo ou não, ele aceitou as escolhas da esposa para que o casamento continuasse."